# Ernesto Labarthe
Ernesto Enrique Labarthe Flores (Lima, 2 giugno 1956) è un ex calciatore peruviano, di ruolo centrocampista.

## Carriera
Ala, con la Nazionale peruviana ha preso parte al Mondiale del 1978.